# Гетеборзька система
Гетеборзька система — система контролю над вживанням алкогольних напоїв, що склалася в 1860-х роках у Гетеборзі (Швеція).
Вперше з великим успіхом була застосована з ініціативи пастора Петера Вісельгрена в 1865 році. Проіснувала до 1917 року, була впроваджена також у Норвегії та Фінляндії. У 1919 році шведи застосували нову систему — систему Братта (1919—1955).
Суть системи полягала в тому, що в певному районі роздрібний продаж спиртного з метою контролю його споживання монопольно надавалася філантропічному акціонерному товариству, яке відпускало спиртне таким чином, щоб це не призводило до залучення до систематичного його вживання (закусочні і чайні при крамницях, благонадійні продавці, заборона продажу в борг, неповнолітнім тощо); за відрахуванням акціонерами 5 % на витрачений оборотний капітал всі інші доходи повинні були використовуватися на благо місцевого населення. Міська скарбниця повинна була контролювати ці доходи і використовувати їх для облаштування їдалень, читалень, бібліотек, парків, музеїв, спортивних майданчиків, кінотеатрів, а також для фінансування служб швидкої допомоги та сестер милосердя.